# テンプルトン賞
テンプルトン賞（英字:Templeton Prize）とは、米国の投資家ジョン・テンプルトンによって1972年に創設された賞。とりわけ宗教間の対話・交流に貢献のあった存命の宗教者・思想家・運動家等に贈られるもので、宗教分野のノーベル賞とも呼ばれる。賞金はノーベル賞を常に上回るように設定され、2013年は110万ポンドであった。2013年時点で、個人を対象にした単年度の賞としては過去40年間世界最高額を維持している。

## 歴史
1972年、篤志家のジョン・テンプルトンによって「宗教における進歩のためのテンプルトン賞」として創設され、2003年から2008年までは「スピリチュアルな実在に関する研究と発見の進展のためのテンプルトン賞」と称していた。1987年以降はジョン・テンプルトン財団が主催している。

## 受賞者
マザー・テレサ、ヴァイツゼッカー、ダライ・ラマ14世など、多くの著名人が受賞している。
| 年     | 受賞者                                         | 備考                                                                   |
| ------ | ---------------------------------------------- | ---------------------------------------------------------------------- |
| 1973年 | マザー・テレサ                                 | 神の愛の宣教者会創立者、1979年ノーベル平和賞受賞                       |
| 1974年 | ブラザー・ロジェ                               | テゼ共同体創立者                                                       |
| 1975年 | サルヴパッリー・ラーダークリシュナン           | インド第二代大統領、哲学者                                             |
| 1976年 | レオ・ジョセフ・スーネンス                     | ローマカトリック教会枢機卿                                             |
| 1977年 | キアラ・ルビック                               | フォコラーレ運動創始者                                                 |
| 1978年 | トーマス・トーランス                           | スコットランド国教会総会議長                                           |
| 1979年 | 庭野日敬                                       | 立正佼成会開祖                                                         |
| 1980年 | ラルフ・ウェンデル・ブルホエ                   | ジゴン（宗教と科学の雑誌）創業者                                       |
| 1981年 | シシリー・ソンダース                           | ホスピス運動の創始者                                                   |
| 1982年 | ビリー・グラハム                               | 牧師・伝道師                                                           |
| 1983年 | アレクサンドル・ソルジェニーツィン             | 作家                                                                   |
| 1984年 | マイケル・ブルドー                             | 牧師、ケストン研究所創設者                                             |
| 1985年 | アリスター・ハーディ                           | 海洋生物学者、宗教経験研究センター創設者                               |
| 1986年 | ジェームズ・I.・マッコード                     | プリンストン神学校校長                                                 |
| 1987年 | スタンレー・ジャキ                             | ベネディクト会司祭、物理学者、科学哲学者                               |
| 1988年 | イナムラ・カーン                               | 世界イスラム教徒議会創設者                                             |
| 1989年 | カール・フリードリヒ・フォン・ヴァイツゼッカー | 物理学者・哲学者                                                       |
| 1989年 | ジョージ・マクラウド                           | 牧師、アイオナコミュニティ創設者                                       |
| 1990年 | ババ・アムテ                                   | ハンセン病患者のためのコミュニティを組織したインドのソーシャルワーカー |
| 1990年 | チャールズ・バーチ                             | シドニー大学名誉教授、個体群生態学者、神学者                           |
| 1991年 | イマヌエル・ジャコボヴィッツ                   | イギリスのチーフ・ラビ（1966年 — 1991年）                              |
| 1992年 | 韓景職                                         | 牧師                                                                   |
| 1993年 | チャールズ・コルソン                           | 作家                                                                   |
| 1994年 | マイケル・ノヴァク                             | カトリック哲学者、ジャーナリスト、小説家、外交官                       |
| 1995年 | ポール・デイヴィス                             | 理論物理学者、作家                                                     |
| 1996年 | ビル・ブライト                                 | 伝道者、キャンパス・クルセード・フォー・クライスト創設者               |
| 1997年 | パンデュラン・シャーストリ・アタヴァレー       | ヒンドゥー教改革運動、スワディヤヤ運動創設者                           |
| 1998年 | ジークムント・スタンバーグ                     | 博愛主義者、「三信仰フォーラム」創設者                                 |
| 1999年 | イアン・バーバー                               | 宗教学者、カールトン・カレッジ名誉教授                                 |
| 2000年 | フリーマン・ダイソン                           | 物理学者                                                               |
| 2001年 | アーサー・ピーコック                           | 牧師、神学者、生化学者                                                 |
| 2002年 | ジョン・ポーキングホーン                       | 牧師、理論物理学者、神学者、作家、聖公会司祭                           |
| 2003年 | ホームズ・ロルストン三世                       | 哲学者、環境倫理学者                                                   |
| 2004年 | ジョージ・エリス                               | 宇宙論者、クエーカー                                                   |
| 2005年 | チャールズ・タウンズ                           | 物理学者                                                               |
| 2006年 | ジョン・D・バロウ                              | 宇宙論者、数理物理学者                                                 |
| 2007年 | チャールズ・テイラー                           | 政治哲学者                                                             |
| 2008年 | ミハウ・ヘラー                                 | 物理学者・哲学者                                                       |
| 2009年 | ベルナール・デスパーニア                       | 物理学者・哲学者                                                       |
| 2010年 | フランシスコ・J・アヤラ                        | 生物学者                                                               |
| 2011年 | マーティン・リース                             | 理論天体物理学者                                                       |
| 2012年 | ダライ・ラマ14世                               | チベットの精神的指導者                                                 |
| 2013年 | デズモンド・ムピロ・ツツ                       | 南アフリカの平和運動家、1984年ノーベル平和賞受賞                       |
| 2014年 | トマーシュ・ハリーク                           | チェコのカトリック司祭・哲学者、プラハ・カレル大学教授                 |
| 2015年 | ジャン・バニエ                                 | カトリック思想家、ラルシュ共同体・信仰と光の創立者                     |
| 2016年 | ジョナサン・サックス                           | イギリスのラビ、哲学者                                                 |
| 2017年 | アルバン・プランティンガ                       | アメリカの哲学者                                                       |
| 2018年 | アブドゥッラー2世                              | ヨルダン国王                                                           |
| 2019年 | マルセロ・グライサー                           | 理論物理学者                                                           |
| 2020年 | フランシス・コリンズ                           | 米国立衛生研究所所長、バイオロゴス創設者                               |
| 2021年 | ジェーン・グドール                             | 霊長類学者                                                             |
| 2022年 | フランク・ウィルチェック                       | 物理学者                                                               |
| 2023年 | エドナ・アダン・イスマイル                     | 人権活動家                                                             |
| 2024年 | Pumla Gobodo-Madikizela                        | 臨床心理学者                                                           |
| 2025年 | ヴァルソロメオス1世                            | コンスタンティノープル総主教                                           |